# کوبنده‌سگ
کوبنده‌سگ (نام علمی: Phlaocyon) نام یک سرده از زیرخانواده سگ‌های استخوان‌شکن است.